# Maksimilian Štejnberg
Maksimilian Oseevič Štejnberg (in russo Максимилиан Осеевич Штейнберг?; Vilnius, 4 luglio 1883 – Leningrado, 6 dicembre 1946) è stato un compositore lituano.

## Biografia
Štejnberg nacque a Vilna in una famiglia di ebrei lituani. Suo padre, Osey Štejnberg, fu un importante ebraista. Nel 1901 si recò a San Pietroburgo per frequentare la facoltà di scienze naturali presso la rispettiva Università, laureandosi nel 1906. Nel contempo cominciò anche i suoi studi di composizione presso il Conservatorio di San Pietroburgo, studiando armonia con Anatolij Ljadov, contrappunto con Nikolaj Rimskij-Korsakov e strumentazione con Aleksandr Glazunov. Ben presto mostrò il suo notevole talento nella composizione, soprattutto grazie all'incoraggiamento del suo mentore Rimskij-Korsakov, diplomandosi nel 1908 con medaglia d'oro e Premio «Rubištejn». Igor' Stravinskij, che studiava con Rimskij-Korsakov privatamente, ricorda che il maestro fu sempre parco di elogi nei suoi confronti mentre riteneva che il futuro genero fosse molto dotato. Štejnberg definì Stravinskij uno dei suoi migliori amici quando quest'ultimo acquisì una grande notorietà in Occidente, un gesto di cui Stravinskij fu fortemente risentito visto che Štejnberg aveva sempre sottovalutato, se non disprezzato, le sue precedenti composizioni.
Nel 1908 Štejnberg sposò la figlia di Rimskij, Nadežda. Nello stesso anno il suocero morì, e Štejnberg si occupò della revisione e del completamento del monumentale trattato di Rimskij-Korsakov, Principi di orchestrazione, che fu in seguito pubblicato a Parigi. Štejnberg divenne prima docente e poi, nel 1915, professore di Composizione e Orchestrazione presso il Conservatorio di San Pietroburgo, cattedra ricoperta precedentemente dal suocero. Ha ricoperto numerosi altri incarichi presso il medesimo istituto; tra le altre cose, negli anni 1934-1939 fu vicedirettore e nel 1943 fu nominato direttore del Conservatorio di San Pietroburgo e dottore in belle arti, prima di andare in pensione nel 1946. Štejnberg ha svolto un ruolo importante nella vita musicale sovietica come insegnante di compositori tra i quali Dmitrij Šostakovič, Galina Ustvol'skaja, Jurij Šaporin e Nikolaj Borisovič Obukov. Morì a Leningrado nel 1946.